# Aurora Strandberg
Aurora Wilhelmina Strandberg, född Österberg 1826, död 1850, var en svensk skådespelare vid Dramaten i Stockholm.

## Biografi
Aurora Strandberg var dotter till löparen Johan Abraham Österberg. 
Hon och antogs som elev vid Dramatens elevskola 1839 och ansågs redan från början uppvisa en stor talang.  År 1846 anställdes hon vid Dramaten samma år som hon gifte sig med operasångaren Olof Strandberg, och var sedan engagerad där till sin död 1850. 
Hon beskrevs som ovanligt vacker och med en "luftig gestalt", som spred "poesi och behag" över sina uppträdanden.  Hennes mer framträdande roller var Jolantha i Kung Renés dotter och i Fenella i Den stumma från Portici.  Hon spelade Angiolina i Boja och krona mot Georg Dahlqvist, Nils Almlöf och Charlotta Almlöf säsongen 1844–45, där hon kallades naturlig och behagfull, dottern i Engelbrekt och hans Dalkarlar säsongen 1846–47 och dottern i Mäster Smitt mot Almlöf 1847–48.  
Hennes lovande karriär avbröts 1850, då hon dog av en bröstsjukdom. Elise Hwasser blev då anställd för att ersätta henne.
Hon beskrivs av Nils Arfwidsson: 
"Aurore Österberg var ett älskligt, täckt, själfullt 17-årigt väsen 1844. Hon visade goda anlag, och då min bearbetning av Zedlitz’»Ker-ker und Krone», (»Boja och krona eller Tassos öden») enligt Hamiltons (förste direktörens) uttryckliga beslut, skulle gifvas, var hon sjelfskrifven till Angio-linas parti. Jag öfvade in det med henne och fann en värma för saken och en intelligens, en böjlighet och lätthet att fatta och tillgodogöra sig rättelser samt ingifvelser, som lofvade teatern en utmärkt konstnär och henne sjelf en vacker bana. Hon väckte stort och för-tjent uppseende såsom Angiolina. Sedermera spelade hon »Kung Renés dotter», hvilken hon äfven inöfvade med mig, fast jag då lemnat scenen och hon redan var gift med Strandberg. Äfven här vann hon mycket bifall, men utvecklingen på det hela var stannad. Efter ett eller halftannat års giftermål med S. träffades hon en afton i ett sällskap. Jag kände knapt igen henne. Den blomstrande, smidiga gestalten var ett hektiskt skelett, den vackra, själfulla blicken var släckt, och rosorna hade flytt från de infallna kinderna. Ett år ungefär derefter låg hon på bår."
Aurora Strandberg är begravd på Norra begravningsplatsen utanför Stockholm.